# Pinaza (bote de barco)

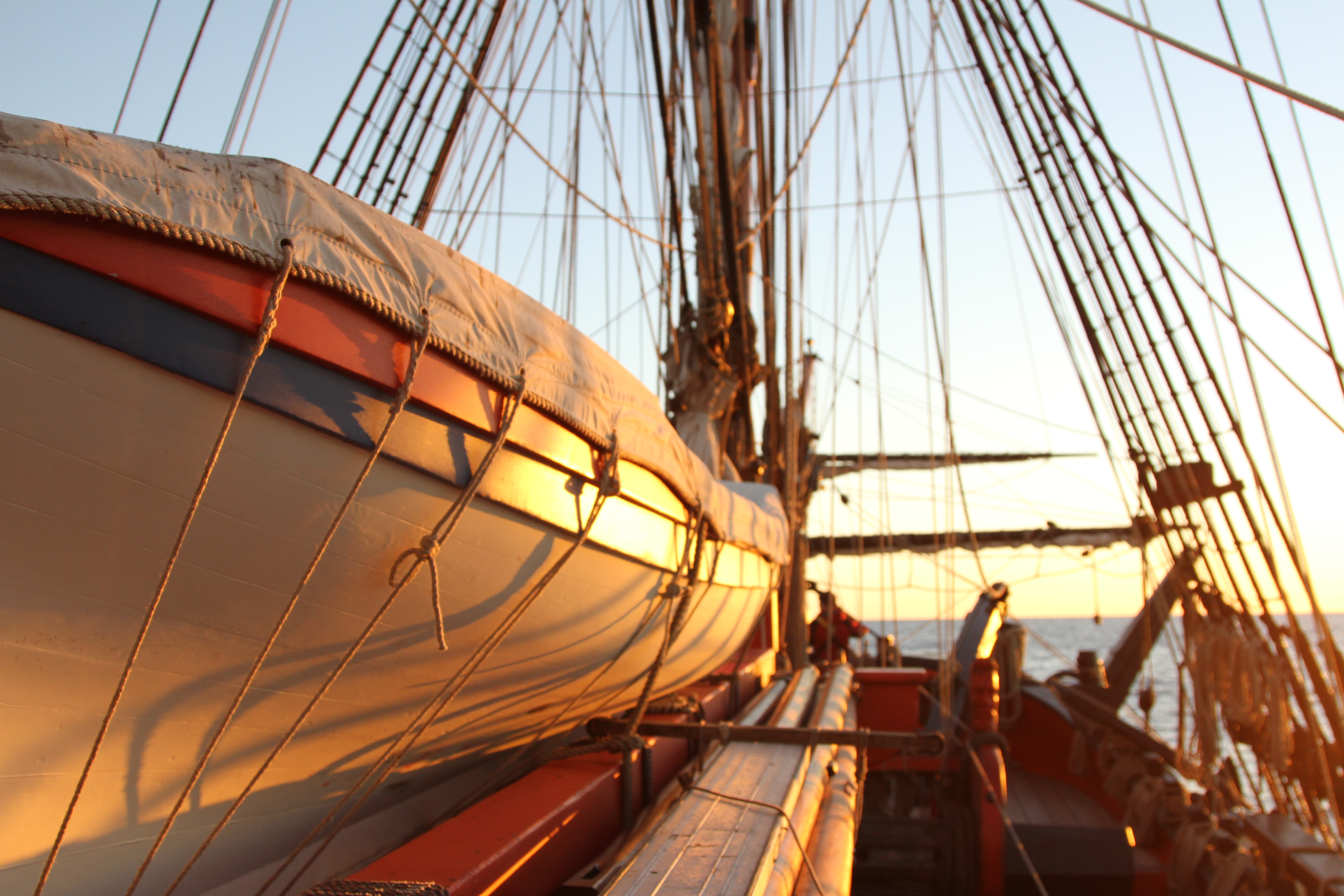
Pinaza a bordo de la réplica del HM Bark Endeavour al amanecer

Como un bote de barco la pinaza es un bote ligero, propulsado por remo o vela, llevado a bordo de buques mercantes y de guerra en la edad de la vela para servir como bote auxiliar. La pinaza era normalmente a remo, y podía ser aparejada con una vela para usarla en vientos favorables. Una pinaza podía transportar pasajeros y correo, comunicar entre buques, explorar lugares donde recalar, traspasar agua y provisiones o llevar guerreros armados para abordajes o expediciones.
Los españoles las prefirieron como buques de contrabando ligeros mientras que los holandeses las usaron como buques exploradores.
En el lenguaje moderno, pinaza ha venido a significar un barco asociado con un tipo de gran velero, que no se ajusta a las definiciones de lancha o bote salvavidas.

## Pinaza a vapor
Con la introducción de la propulsión a vapor vino la pinaza a vapor. Buques de guerra de combustión de carbón eran particularmente vulnerables cuando estaban anclados, inmóviles hasta que ellos pudieran obtener una cabeza de turco. La pinaza a vapor fue diseñada para ser lo suficientemente pequeña para ser llevada por la nao capitana que fuera asignada y además de otros deberes estaban armadas para actuar como barco de guardia.
Un ejemplo de barco utilizando algunas pinazas a vapor como botes de barco fue el HMS London en Zanzíbar mientras perseguía el comercio de esclavos en la región.